# Delta Connection

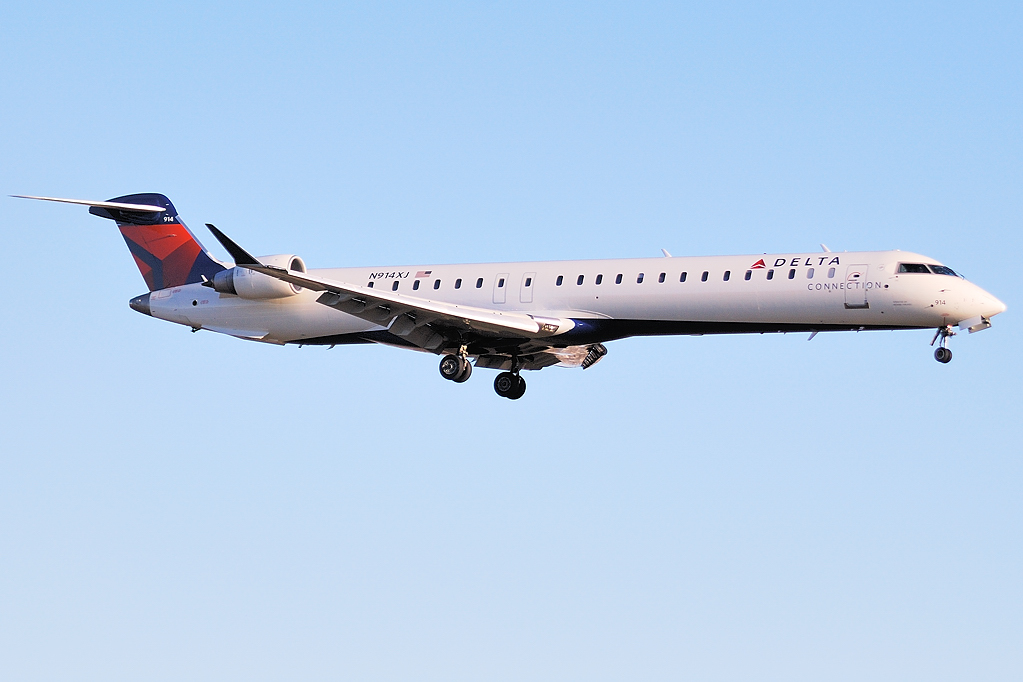
Un CRJ 900 de Delta Connection

Delta Connection est le nom sous lequel plusieurs compagnies aériennes régionales américaines assurent des vols pour le compte de Delta Airlines.

## Destinations
Les compagnies de Delta Connection relient différentes petites villes des États-Unis et du Canada aux plates-formes de correspondances de Delta Airlines.

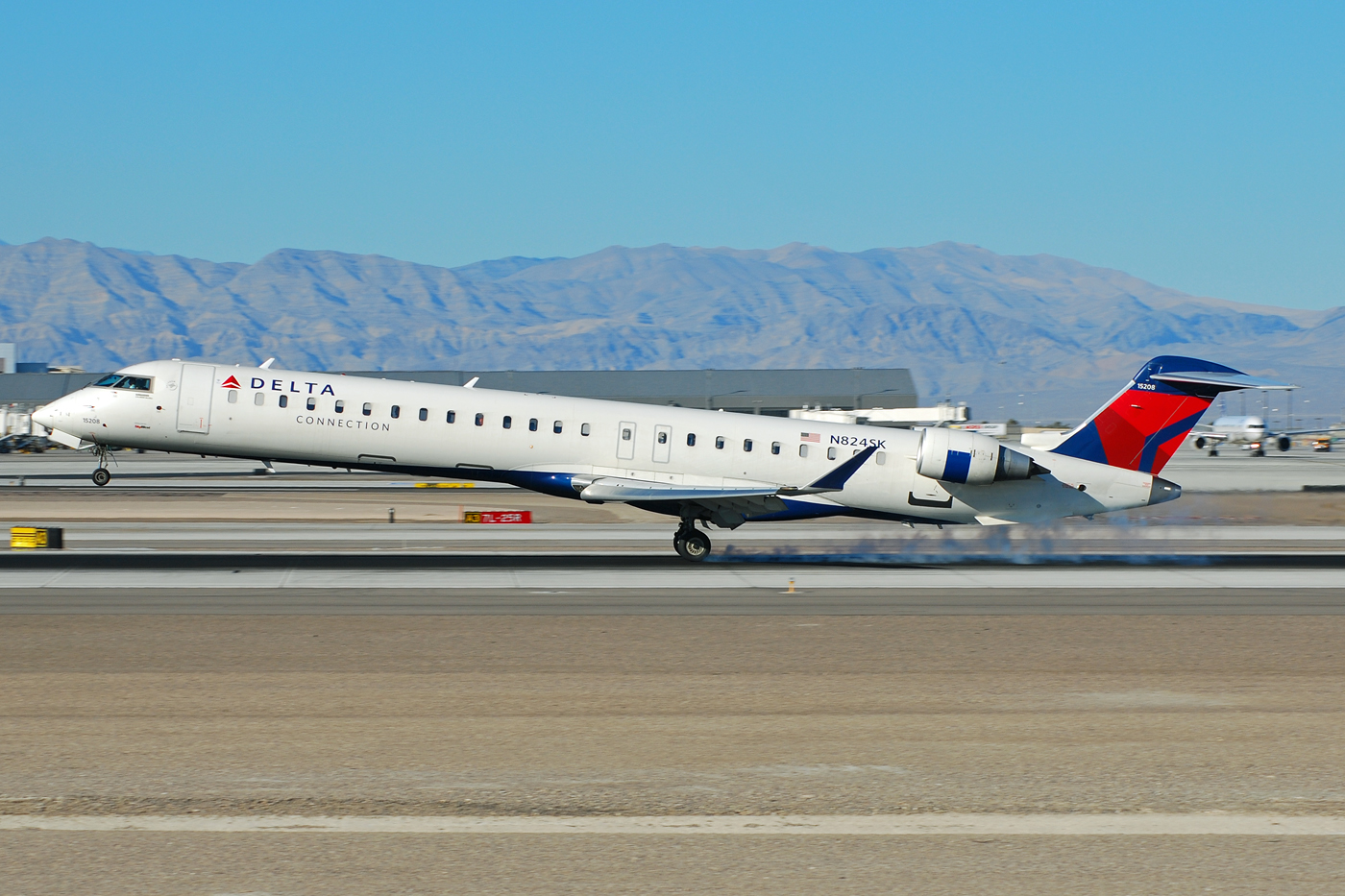
CRJ-900 de Delta Connection

## Compagnies
En 2019, Delta Connection rassemble les trois compagnies régionales suivantes :
| - Endeavor Air - Republic Airlines | - SkyWest Airlines |

### Anciennes compagnies
- Compass Airlines (a cessé ses opérations)

- GoJet Airlines

## Flotte
En janvier 2025, Delta Connection rassemble une flotte composée des appareils suivants :

### Ancienne flotte
- Bombardier CRJ-100
- Embraer ERJ-135
- Embraer ERJ-145
- Saab 340